# Delvine Relin Meringor
Delvine Relin Meringor (n. 1 august 1992, West Pokot County⁠(d), Rift Valley Province, Kenya) este o atletă cu cetățenie română, născută în Kenya. Este specializată în alergări pe distanțe lungi.

## Carieră
Alergând pentru Kenya, ea a terminat a patra la Edinburgh la Campionatul Mondial de Cros din 2008 de Juniori, câștigând o medalie de argint în proba pe echipe. În anul următor, ea a terminat pe locul 16 la Campionatul Mondial de Cros de Juniori din Amman în 21:27 minute. Între 2013 și 2016 a concurat în curse de șosea în Brazilia, iar în anii următori a participat mai ales la concursuri în Turcia.
Pregătită de antrenorul român Carol Șanta, atleta a fost legitimată de Steaua București și a obținut cetățenia română în 2021. În 2022 a început să lucreze cu antrenorul Valentin Anghel și pe 1 iunie 2024 ea a primit permisiunea Asociației Internaționale de a reprezenta România în cursele internaționale.
Delvine Meringor a câștigat în 2022 maratonul de la Los Angeles. La maratonul din 2023 de la Barcelona a ocupat locul 3, îndeplinind astfel baremul pentru Jocurile Olimpice din 2024. În același an s-a clasat pe locul 12 la maratonul de la Berlin. În 2024 a ajuns pe locul 4 la Campionatul European de la Roma în proba de semimaraton. Pe 11 august 2024 a ocupat locul 7 la maratonul olimpic de la Paris, reușind cea mai bună clasare a unui atlet din România, împreună cu Alina Rotaru-Kottmann (săritura în lungime). La sfârșitul anului s-a clasat pe locul 4 la Campionatul European de Cros.
În 2025 sportiva a fost suspendată trei ani pentru dopaj, iar toate rezulatete începând cu 7 octombrie 2022 au fost anulate.

## Palmares
| An                 | Competiție                                       | Locație                    | Loc                | Eveniment          | Note               |
| Reprezentând Kenya | Reprezentând Kenya                               | Reprezentând Kenya         | Reprezentând Kenya | Reprezentând Kenya | Reprezentând Kenya |
| ------------------ | ------------------------------------------------ | -------------------------- | ------------------ | ------------------ | ------------------ |
| 2008               | Campionatul Mondial de Cros de Juniori           | Edinburgh, Marea Britanie  | 4                  | 6,04 km            | 20:06              |
| 2008               | Campionatul Mondial de Cros de Juniori           | Edinburgh, Marea Britanie  | 2                  | echipe             | 20:06              |
| 2009               | Campionatul Mondial de Cros de Juniori           | Amman, Iordania            | 16                 | 6 km               | 21:27              |
| 2009               | Campionatul Mondial de Cros de Juniori           | Amman, Iordania            | 2                  | echipe             | 21:27              |
| 2018               | Adana Half Marathon                              | Adana, Turcia              | 3                  | semimaraton        | 1:09:01            |
| 2019               | Aramco Houston Half Marathon                     | Houston, Statele Unite     | 7                  | semimaraton        | 1:07:48            |
| 2019               | Istanbul Half Marathon,                          | Istanbul, Turcia           | 6                  | semimaraton        | 1:08:35            |
| 2021               | Xiamen Marathon & Tuscany Camp Global Elite Race | Siena, Italia              | 6                  | maraton            | 2:24:32            |
| 2022               | Los Angeles Marathon                             | Los Angeles, Statele Unite | 1                  | maraton            | 2:25:04            |
| 2023               | Zurich Marato Barcelona                          | Barcelona, Spania          | 3                  | maraton            | 2:20:49            |
| 2023               | BMW Berlin Marathon                              | Berlin, Germania           | 12                 | maraton            | 2:23:25            |
| 2024               | Nagoya Women's Marathon                          | Osaka, Nagoya              | 6                  | maraton            | 2:26:09            |
| 2024               | Reprezentând România                             |                            |                    |                    |                    |
| 2024               | Campionatul European                             | Roma, Italia               | 4                  | semimaraton        | 1:09:25            |
| 2024               | Jocurile Olimpice                                | Paris, Franța              | 7                  | maraton            | 2:24:56            |
| 2024               | Campionatul European de Cros                     | Antalya, Turcia            | 4                  | 7,5 km             | 26:03              |

1. ↑  Delvine Relin Meringor a fost a șasea cea mai bună kenyană, doar primele patru au primit o medalie.

## Recorduri personale
| Probă       | Performanță | Dată             | Loc       |
| ----------- | ----------- | ---------------- | --------- |
| Semimaraton | 1:07:48     | 20 ianuarie 2019 | Houston   |
| Maraton     | 2:20:49     | 19 martie 2023   | Barcelona |